# Platymantis taylori
Platymantis taylori là một loài ếch trong họ Ranidae. Chúng là loài đặc hữu của Philippines.
Các môi trường sống tự nhiên của chúng là rừng ẩm vùng đất thấp nhiệt đới hoặc cận nhiệt đới và vùng núi ẩm nhiệt đới hoặc cận nhiệt đới. Loài này đang bị đe dọa do mất môi trường sống.